# دختر مدل
دختر مدل (به انگلیسی: Cover Girl) فیلمی کلاسیک در ژانر موزیکال به کارگردانی چارلز ویدور محصول سال ۱۹۴۴ است. از بازیگران این فیلم می‌توان به ریتا هیورث و جین کلی اشاره کرد.